# オキシレン
オキシレン（英: Oxirene）は、仮説上の含酸素複素環式化合物。炭素原子2つと酸素原子1つを含む三員環であるが非常に歪んだ構造であり、分子を構成するのか遷移状態としての存在なのかは確認されていない。そのため、この物質は主に分子モデリングにより評価される。
ウルフ転位の中間体あるいは遷移状態としてオキシレンが存在していることが実験的に示唆されている。